# Oxalis crispula
Oxalis crispula är en harsyreväxtart som beskrevs av Otto Wilhelm Sonder. Oxalis crispula ingår i släktet oxalisar, och familjen harsyreväxter. Inga underarter finns listade i Catalogue of Life.